# Frohnhausen (Netphen)
Frohnhausen ist ein Stadtteil der Stadt Netphen im Kreis Siegen-Wittgenstein in Nordrhein-Westfalen.

## Geographie
Frohnhausen liegt rund 2 km nordwestlich von Netphen. Die von dort kommende und nach Herzhausen führende Straße K7 teilt Frohnhausen in zwei Hälften. Der Ortskern auf der linken Seite besteht vorwiegend aus denkmalgeschützten Fachwerkhäusern, welche im 17. bis hinein in das 18. Jahrhundert erbaut wurden. Auf der rechten Seite stehen hauptsächlich Neubauten. Frohnhausen liegt an der Grenze des Naturpark Sauerland-Rothaargebirge und besitzt einige Anschlüsse an Wanderwege. Der Ort erstreckt sich von 350 bis 540 m Höhe und besteht zu zirka 70 % aus Wald, von dem nach Kyrill große Flächen stark zerstört wurden. Der Rest sind Äcker, Wiesen sowie bebaute Fläche.

### Nachbarorte
Die Nachbarorte von Frohnhausen sind Allenbach im Norden, Oechelhausen und Ruckersfeld im Nordosten, Afholderbach im Osten, Eschenbach und Netphen im Südosten, Oelgershausen und Eckmannshausen im Südwesten, Unglinghausen im Westen und Herzhausen im Nordwesten.

## Geschichte
Die erste urkundliche Erwähnung Frohnhausens war im Jahr 1344. Bereits 1926 wurden bei Frohnhausen Schlackehalden, die auf eine größere Eisenverhüttungsanlage hinwiesen entdeckt. Diese stammen aus 200 v. Chr. bis zum Jahr 0.
Bis zur kommunalen Neugliederung gehörte der Ort dem Amt Netphen an. Am 1. Januar 1969 wurde Frohnhausen in die neue Großgemeinde Netphen eingegliedert.

### Einwohnerzahlen
Einwohnerzahlen des Ortes:
| Jahr | Einwohner |
| ---- | --------- |
| 1818 | 134       |
| 1885 | 160       |
| 1895 | 169       |
| 1905 | 152       |
| 1910 | 150       |
| 1925 | 149       |
| 1933 | 150       |

| Jahr | Einwohner |
| ---- | --------- |
| 1939 | 146       |
| 1950 | 159       |
| 1961 | 158       |
| 1967 | 220       |
| 1994 | 419       |
| 2005 | 419       |
| 2009 | 401       |

| Jahr | Einwohner |
| ---- | --------- |
| 2012 | 379       |
| 2013 | 377       |
| 2015 | 369       |
| 2017 | 385       |
| 2021 | 371       |
| 2022 | 359       |

## Verkehr
Die Straße K7, die Frohnhausen teilt, ist nur wenig frequentiert. Frohnhausen besitzt für jede Fahrtrichtung eine Bushaltestelle, von denen man die Stadt Netphen erreichen kann.

## Einrichtungen
Frohnhausen besitzt folgende Einrichtungen: ein Bürgerhaus, einen überdachten Grillplatz mit Grillhütte und Bolzplatz, einen Kinderspielplatz und einen Friedhof.